# 棗陽路
棗陽路是是中華人民共和國上海市普陀區一條南北走向道路，北起自蘭溪路，南至光復西路，全長1200米，寬15至18.2米，道路始建於1952年，1959年後向南延伸，路名來自於湖北省襄陽市棗陽市。道路沿途有長風公園和華東師範大學中山北路校區。